# 西蒙斯–史密斯反应
Simmons–Smith反应（西蒙斯－史密斯反应）是烯烃或炔烃与类卡宾发生反应生成环丙烷环系的有机反应。 此反应以发现者Howard Ensign Simmons, Jr.和R. D. Smith命名。
这个反应用到的类卡宾试剂称为Simmons-Smith试剂，是个有机锌化合物，通式X(CR1R2)ZnY，一般为碘化碘甲基锌（ICH2ZnI）。它一般通过1,1-二卤化物与锌铜偶（Zn(Cu)）在醚类溶剂中反应制取。最常用的1,1-二卤代烃为二卤甲烷，如二碘甲烷。锌铜偶由锌粉在硫酸铜的酸性溶液中处理活化而得。也可以用二乙基锌代替锌铜偶。
反应中Simmons-Smith试剂可以提前制取，也可以在反应中原位生成而参加反应。与格氏试剂的Schlenk平衡类似，Simmons-Smith试剂也存在如下平衡：
{\displaystyle {\rm {\ 2ICH_{2}ZnI\ \rightleftharpoons \ (ICH_{2})_{2}Zn\ +\ ZnI_{2}}}}

## 应用
环己烯与二碘甲烷在锌铜偶的作用下，经过ICH2ZnI这一中间体（类卡宾），可以生成降蒈烷（二环[4.1.0]庚烷）
Simmons–Smith反应是立体专一的顺式加成。通常受位阻效应的影响，反应在双键位阻较小的一侧发生。 但是，当双键上连有一个手性碳，该手性碳上又连有羟基取代基时，由于羟基可以与锌配位，反应往往在羟基的同侧发生，尽管这时的空阻可能较大：
Simmons-Smith试剂可以和烯丙基硫醚反应生成硫叶立德。产物可以发生2,3-σ迁移反应，得不到环丙烷环系。（试剂过量时，可以进一步反应生成环丙烷环系）

## 不对称Simmons-Smith反应
尽管基于重氮化合物的环丙烷环系的不对称合成法早在1966年就已经出现（参见双噁唑啉配体），不对称Simmons–Smith反应却在1992年才得到首次应用。 在该反应中，肉桂醇与二乙基锌，二碘甲烷和一个手性的二磺酰胺在二氯甲烷中按照下式进行反应：
其中，羟基的存在是锚定锌（决定立体选择性）的前提条件。在另一个十分相似的反应中，用salen作配体，并且加入了路易斯酸DIBAL，如下式所示：